# Johannes von Arderne
Johannes von Arderne, auch Sir John Arderne, John of Arderne und John Arden (* 1307 in Nottingham(?); † 1392 in London), war ein englischer Chirurg und gilt als erster Proktologe. Er beschrieb ausführlich eine Methode zum Entfernen von Blasensteinen, die lange Zeit als Referenz galt. Er beschäftigte sich unter anderem mit Harnwegsinfektionen und beschrieb den Harnröhrenschnitt.

## Leben
Arderne praktizierte von 1349 bis 1370 als Arzt in Newark-on-Trent in Nottinghamshire und war anschließend in London tätig, wo er in die Bruderschaft der Chirurgen aufgenommen wurde. Sein Wissen soll er sich als Militärarzt im Hundertjährigen Krieg im Gefolge von Heinrich von Grosmont angeeignet haben, hierfür gibt es jedoch keine sicheren Belege.
Ardernes herausragende Leistung war die Operation von Analfisteln, was zu dieser Zeit oft tödlich verlief. Im Unterschied zu anderen Ärzten setzte er auf einen natürlichen Heilungsprozess der Wunden. In anderen Aspekten war er ein Mann seiner Zeit und verwendete die Astrologie während der Diagnose und Behandlung.
Einen Großteil seiner Schriften verfasste Arderne ab 1370. Sie wurden schnell von Latein auf Englisch übersetzt und von anderen Autoren aufgegriffen. Seine Werke wurden jedoch später nicht sofort gedruckt und so geriet er in Vergessenheit. Heute gilt er als erster englischer Chirurg oder zumindest als erster von Rang.

## Werke
- Practica Chirurgiae.
- Practica of fistula in ano.
- Liber medicinarum sive receptorum liber medicinalium.
- Hoc est speculum phlebotomiae.
- De arte phisicali et de chirurgia. (1412 postum)

## Handschriften
- MS Hunter 339 (U.8.7). (Gesammelte Werke inkl. Practica de fistula in ano.)
- MS Hunter 112 (T.5.14). (Practica de fistula in ano, Liber Medicinarum und Speculum Phlebotomiae.)
- MS Hunter 135 (T.6.17). (Unvollständige Abschrift der Practica Chirvrgiae.)
- MS Hunter 403 (V.3.1). (Practica de fistula in ano und Liber Medicinarum.)